# Svetlana (voornaam)
Svetlana (Russisch, Bulgaars, Macedonisch, Servisch: Светлана; Wit-Russisch: Святла́на; Oekraïens: Світла́на) is een voornaam die is gebaseerd op het Russische woord voor licht, свет (svet). 

## Oorsprong
De naam werd bedacht door Alexander Vostokov en gepopulariseerd door Vasily Zhukovsky via zijn gelijknamige ballade, voor het eerst gepubliceerd in 1813. Naast Rusland komt de naam veel voor in Oekraïne, Wit-Rusland, Slowakije, en Servië. 

## Gebruik
De korte versie van de naam is Sveta (Света) en in Servië Ceca (Цеца, uitgesproken als Tsetsa). De Oekraïense versie is Svitlana (Світлана) en de Wit-Russische versie Sviatlana (Святлана). In Polen gebruiken ze Świetlana. In de Russisch-orthodoxe Kerk wordt de naam gebruikt als Russische translatie voor Photine, de Samaritaanse vrouw bij de put.